# 金内柊真
金内 柊真（かねうち とうま、1996年8月30日 - ）は、日本の美容師であり、関西ジャニーズJr.の元メンバーである。元ジャニーズ事務所所属。大阪府出身。

## 来歴
ジャニーズ事務所に入所し、関西ジャニーズJr.として活動開始。2009年7月号の『duet』で雑誌に初登場する。同年、関西ジャニーズJr.内ユニット・Shadow WESTのメンバーとなる。2012年、向井康二と関西ジャニーズJr.内ユニット・Kin Kanを結成。直後に平野紫耀が加入し3人組となる。
ジャニーズ事務所は退所し、高校卒業後に上京。東京総合美容専門学校に進学し、卒業後の2017年から都内の美容室に就職して美容師アシスタントとして働き始める。
2018年7月時点でtwitterのフォロワー数が約13万人、Instagramが約7万7000人を記録しているが、SNSを通じてフォロワーとの交流が活発であることや、文章の熱意から出版オファーを受け、2018年8月30日に初の著書『才能が無ければその分努力すればいい』を出版。9月17日には角川本社ビルで発売記念イベントも行った。
2024年3月14日放送の『BABA抜き歴代スター負け顔ベスト20! 木7◎×部SP』にて約10年ぶり、退所後初めてテレビに出演し、向井との再会を果たした。

## 出演
グループとしての出演はShadow WEST、Kin Kan#出演を参照。個人での活動のみ記載

### バラエティ
- あほやねん!すきやねん!（2012年4月 - 2013年3月、NHK大阪）金曜レギュラー（番組内でBOYSというユニットも組んでいた[10]）
- 週末応援ナビ☆あほやねん!すきやねん!（2013年4月 - 2015年3月、NHK大阪）

### 映画
- 寮フェス! 〜最後の七不思議〜（2012年公開）藤堂一貴 役[11]

### 舞台
- ジャニーズ銀座 Youの前にはMeがいる!〔関西ジャニーズJr.1組〕（2012年5月4日 - 6日、シアタークリエ）[12]

### コンサート
- 関西ジャニーズJr. 春休みスペシャルコンサート2014（2014年3月1日 - 3月25日、大阪松竹座）[13]
- 関西ジャニーズJr. X'mas Show 2014（2014年11月30日 - 12月25日、大阪松竹座）[14]

### CM
- ハウス食品「とんがりコーン」（2011年10月 - ?）[15]